# Federico de la Vega
Federico de la Vega (Jerez de la Frontera, España, 3 de febrero de 1831 – Cuautla, México, C. 1888) fue un escritor, periodista, novelista y traductor.

## Biografía
Quedó huérfano a los 14 años, teniendo que abandonar sus estudios en 1848, quedando inconclusa la carrera de Filosofía que realizaba en Cádiz.
Marcha a Madrid, y en 1855 conoce a Pí y Margall, que influirá en sus ideas republicanas, colaborando, en 1857, en el periódico La Revolución. Más tarde, en 1860, viaja a París y desde ahí escribe para varios periódicos americanos como: El Comercio, de Lima, (con el seudónimo de Lupercio),  El Siglo XIX, de México, y El Mercurio, de Valparaíso.

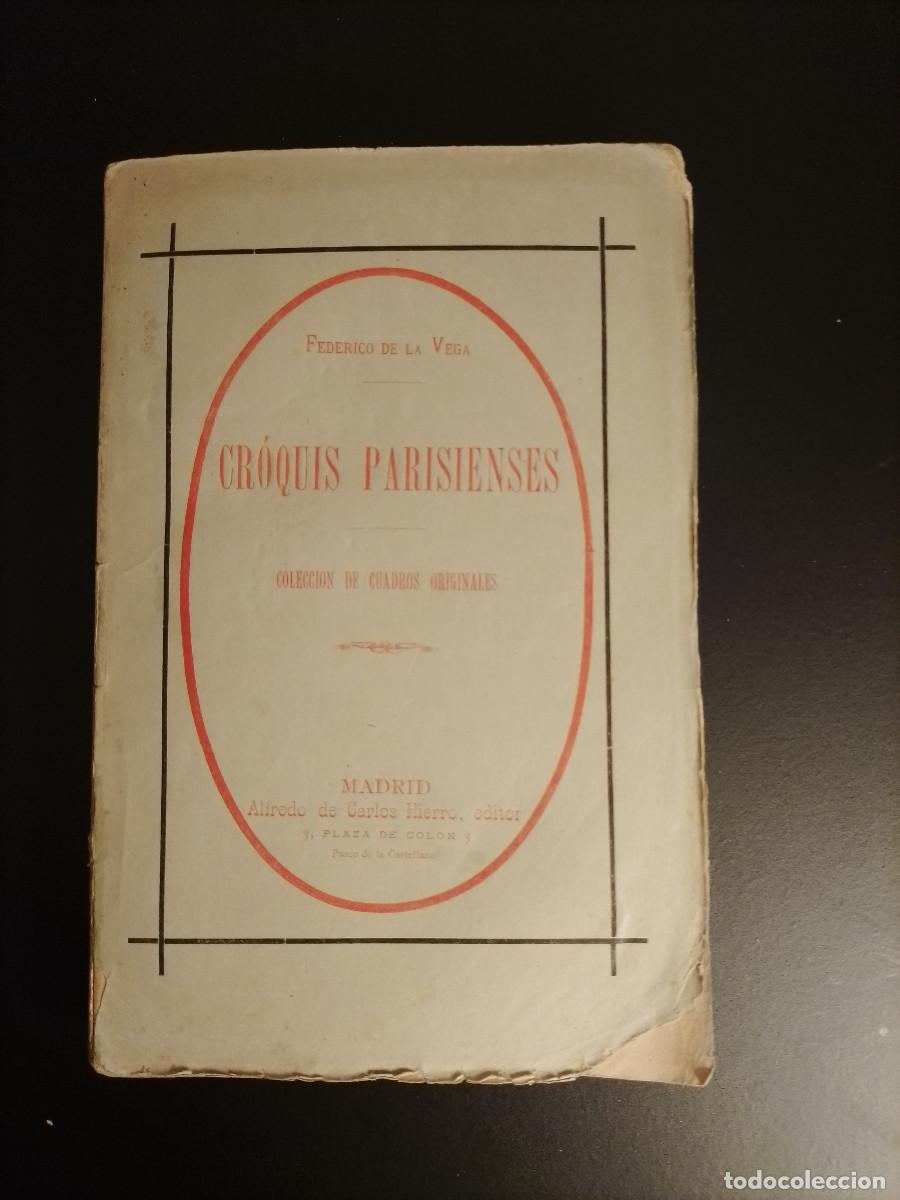

Acabó con su vida en México, en 1888.
Estuvo casado en primeras nupcias con una andaluza y en segundas con Emilia Wetter, francesa, hija de alemán. Con Wetter tendría una hija, Luisa, que casaría a su vez con Augusto González de Linares.
Una calle en su ciudad natal está rotulada con su nombre.

## Obras
- El capitán de la Armada.
- La política entre bastidores (1873).
- Cantos berroqueños (1874)
- El palacio de la miseria
- Menudencias filosóficas. Cartas a Severo Seralin (1883).

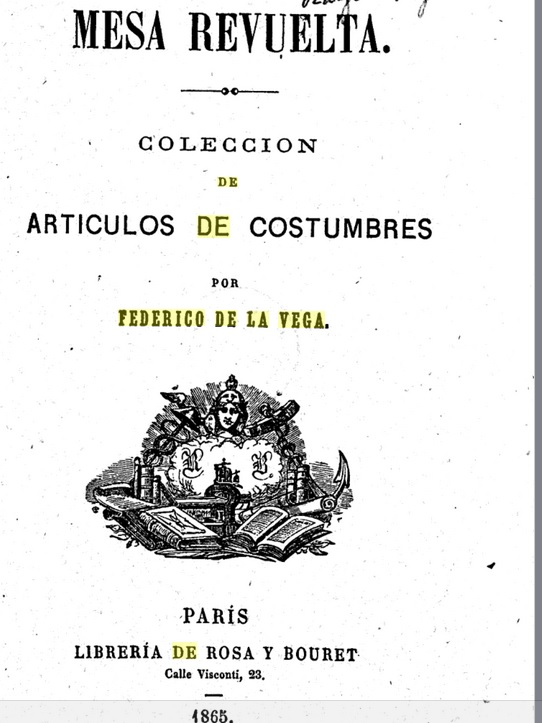

- Mesa revuelta
- Croquis parisienses. (1882)

## Traducciones
- Vida de Jesús (Ernest Renan, 1869)